# Hassan Tidjani Haddam
Hassan Tidjani Haddam (en arabe : حسان تيجاني هدام), né le 12 décembre 1962 à Tlemcen,  
Il est le fils de l'homme politique et médecin, Tedjini Haddam.

## Biographie

### Etudes
- Doctorat en médecine générale (Institut des sciences médicales - Algérie) 1987.
- Certificat d'études médicales spécialisées - Pédiatrie - (Institut des sciences médicales Algérie) 1994.
- Diplôme inter universitaire d'allergie et d'immunologie (Professeur Douaghi) 2003.
- Inscrit en deuxième année - capacités de sensibilité - (Université René-Descartes - Paris) 2007-2008.
- Doctorat en Sciences médicales - Pédiatrie - Sujet de thèse: Compensation des médicaments anti-asthmatiques en Algérie: une approche de la propagation et du contrôle de l'asthme, juillet 2018.

### Carrière
- Professeur à l'école paramédicale du centre hospitalier universitaire Mustapha Pacha 1989-1995.
- Professeur assistant de pédiatrie (1er du groupe) 2008.
- Directeur général de la Caisse nationale de retraite, septembre 2014-mai 2015.
- Directeur général de la Caisse nationale des assurances sociales des salariés, juin 2015-mars 2019.
- Ministre du Travail, de l'Emploi et de la Sécurité sociale du 1er avril 2019 au 4 janvier 2020.

## Contrôle judiciaire
En juillet 2023, il est placé sous contrôle judiciaire, avec interdiction de quitter le territoire, à la suite de faits de corruption.